# アイルランドの貧民の子供たちが両親及び国の負担となることを防ぎ、国家社会の有益なる存在たらしめるための穏健なる提案

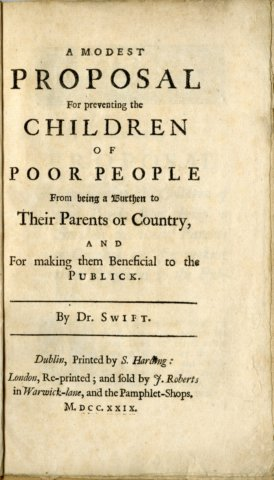
原書のとびら

『アイルランドの貧民の子供たちが両親及び国の負担となることを防ぎ、国家社会の有益なる存在たらしめるための穏健なる提案』（アイルランドのひんみんのこどもたちがりょうしんおよびくにのふたんとなることをふせぎ こっかしゃかいのゆうえきなるそんざいたらしめるためのおんけんなるていあん、A Modest Proposal: For Preventing the Children of Poor People in Ireland from Being a Burden to Their Parents or Country, and for Making Them Beneficial to the Public）は、アイルランド出身のイギリスの聖職者・詩人・作家ジョナサン・スウィフトが1729年に発表した、当時のアイルランドの窮状に関する諷刺文書である。しばしば穏健なる提案（A Modest Proposal）と略称される。
題名の「穏健なる」は実は反語表現であり、その内容はスウィフトの諷刺文書の中でも最も強烈な傑作と評価されている。夏目漱石が本論文を一読して「これを真面目とすれば純然たる狂人である」と評したというエピソードもある（『文学評論』のスウィフト評）。

## 主張
スウィフトは、膨大な数の貧民が数多くの子供を抱えて飢えるアイルランドの窮状を見かねて、彼らに経済的な救済をもたらすと同時に人口抑制にも役立つ解決策を提案した。その提案とは、貧民の赤子を1歳になるまで養育し、アイルランドの富裕層に美味な食料として提供することである。
見積もりによれば、生まれたばかりの赤子は母乳と残飯によって充分に育てることができ、1歳まで養育する経費はせいぜい2シリング程度と見られる。また健康な幼児の肉は極めて美味とされていることから、貴族富豪の美食の宴席に供することもできる。この方策によって貧民は所得を得ることができ、子供が間引かれるので養育費の重い負担もなくなる。食われる当の赤子も、堕胎や口減らしのための嬰児殺害の犠牲とならずにすみ、またどのみち生涯全体にわたり貧困や飢餓によって不幸な人生を送るのであるから、たとえ食われるためであっても1歳まで充分な養育を受けるので幸福であろう。国や教区にとっては貧民対策の負担という損失がなくなり、国家の財産が増大する。そして堕胎を禁じているため多産種のカトリック教徒の数を減らすこともでき、八方めでたしである。
スウィフトは、食肉として販売すべき子供のおよその人数や食肉に適した年齢になるまでの養育費、販売価格、食肉の消費パターン予測などをも、具体的な数値を交えて詳細に見積もり、予測される様々な利点や社会的効果を列挙した上で、さらに料理の簡単なレシピや屍体の皮革の利用法についても言及している。その予測される波及効果は、経済面のみならず倫理面にも及んでいる。例えば、両親が赤子を市場に出せる食料にするために養うことは、夫が妊娠した妻の身を大切にするようになり、また母親は商品価値のある子供を大切に可愛がることにもつながるので、家族愛を涵養するであろう、としている。
そして最後にスウィフトは、自分の末子は既に9歳で、妻はこれ以上子供を産めない年齢に達し、自分の子を売って利益を上げようという私欲に基づく提案では決してないことを断っている（実際にはスウィフトに妻子はいない）。

## 真意
このようなグロテスクな論理を、スウィフトはあくまでも冷徹かつ算術的に提案している風な体裁を取っている。その真意は、鬼面人を驚かす類の反社会的ジョークとしてではない。それほどに当時のアイルランドの窮状は救いがたい域にまで達しているということの反語的な嘆き、あるいは救済の手を差し伸べられない当局への痛烈な皮肉によるものと解されよう。
因みにスウィフトは「真面目な提案」として、アイルランドの民衆にイギリス製品の不買運動をして現状に抗議するように呼びかけている。

## 日本語訳
- 深町弘三訳「アイルランドにおける貧民の子女が、その両親ならびに国家にとっての重荷となることを防止し、かつ社会に対して有用ならしめんとする方法についての私案」（『奴婢訓』岩波書店〈岩波文庫〉、2021年3月（原著1950年5月）。ISBN 4-00-322099-4。）
- 深町弘三訳「貧家の子女がその両親並びに祖国にとっての重荷となることを防止し、かつ社会に対して有用ならしめんとする方法についての私案」（『恐ろしい話』安野光雅・池内紀ほか編、筑摩書房〈ちくま文学の森 7〉、1988年6月。ISBN 4-480-10107-1。）- 上記の深町訳を再録（ちくま文庫で新編再刊）、2011年1月。
- 山本和平訳「アイルランドの貧民の子供たちが両親及び国の負担となることを防ぎ、国家社会の有益なる存在たらしめるための穏健なる提案」（『書物合戦・ドレイピア書簡 ほか3編』現代思潮社〈古典文庫〉、1968年。）
- 原田範行訳「慎ましき提案」（『召使心得 他四篇 スウィフト諷刺論集』平凡社〈平凡社ライブラリー〉、2015年1月。ISBN 978-4-582-76824-4。）。新訳
- 柴田元幸訳「アイルランド貧民の子が両親や国の重荷となるを防ぎ、公共の益となるためのささやかな提案」（『ブリティッシュ＆アイリッシュ　マスターピース』編訳、スイッチ・パブリッシング〈Switch library〉、2015年7月。ISBN 978-4-88418-442-1。）